# Stronger (canción de Britney Spears)
«Stronger» —en español: «Más fuerte»— es una canción dance pop interpretada por la cantante estadounidense Britney Spears e incluida originalmente en su segundo álbum de estudio, Oops!... I Did It Again (2000). Los suecos Max Martin y Rami compusieron y produjeron la canción, cuya letra cuenta con un mensaje de autoafirmación, basado en una chica cansada de su novio infiel y decidida a terminar con él. Entre noviembre y diciembre de 2000, Jive Records lo lanzó como tercer sencillo del álbum, después de «Oops!... I Did It Again» y «Lucky». En respuesta, los críticos lo catalogaron de innovador en términos musicales y líricos, y lo seleccionaron como uno de los mejores cortes bailables del álbum. Posteriormente, el sello lo incluyó en los grandes éxitos Greatest Hits: My Prerogative (2004) y The Singles Collection (2009).
Con su lanzamiento «Stronger» registró varios logros comerciales. Fue número tres en Europa y figuró entre los diez primeros éxitos semanales en mercados como Alemania, Austria, Finlandia, Irlanda, el Reino Unido, Suecia y Suiza. Además, recibió diversas certificaciones de plata y oro por sus ventas. En Estados Unidos, alcanzó la undécima posición de la lista Billboard Hot 100 y consiguió la certificación de disco de oro de la RIAA, tras comercializar medio millón de copias. En 2012, Billboard lo seleccionó como un clásico que perdura en la memoria colectiva, pese a no haber sido top 10 en el país. La dirección de su video musical estuvo a cargo de Joseph Kahn, quien lo consideró una desviación temática de los clips anteriores de Spears. Este muestra un mundo semifuturista en el que la artista entra a una discoteca, rompe con su novio infiel, conduce un coche, realiza una rutina de baile con una silla y camina triunfante bajo la lluvia, sabiendo que su vida es mejor sin él. El video recibió comentarios favorables de la crítica y MTV lo nominó en la categoría mejor video pop en los MTV Video Music Awards 2001.
Para promocionar el tema, Spears lo presentó entre los años 2000 y 2002 en varias instancias, incluyendo en los Radio Music Awards 2000, en los American Music Awards 2001, en el especial «Britney en Hawaii» de Fox, en las giras internacionales Oops!... I Did It Again World Tour (2000-2001) y Dream Within a Dream Tour (2001-2002), y en su residencia de espectáculos en Las Vegas, Britney: Piece of Me (2013-2017), la que continuó como gira internacional en 2018. En 2010, el actor Kevin McHale versionó «Stronger» como parte del episodio tributo «Britney/Brittany» de la serie Glee.

## Antecedentes
En 1999, Spears comenzó a grabar su segundo álbum de estudio, Oops!... I Did It Again, en Suecia y Suiza. Tras reunirse con Max Martin y Rami Yacoub en Suecia, registró varias canciones para el álbum, incluyendo «Stronger», la que el dúo compuso y produjo. Posteriormente, regresó a Estados Unidos y declaró en una entrevista con MTV News: «Acabo de volver de Suecia, donde hice la mitad del álbum. Quedé muy, muy feliz con el material, pero no hemos tenido mucho tiempo para poder hacer más. Realmente he estado [grabando] en el estudio sin parar, lo que no obstante es genial». Spears grabó «Stronger» entre noviembre de 1999 y enero de 2000 en los Cheiron Studios, en Estocolmo. El 13 de noviembre de 2000, Jive Records comenzó a lanzar el tema como tercer sencillo de Oops!... I Did It Again.

## Composición

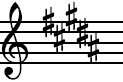
«Stronger» está compuesto en la tonalidad si mayor.

«Stronger» es un tema que combina los estilos teen pop y dance pop, a través de un ritmo bailable pesado. Según una partitura publicada en Musicnotes.com, está compuesto en la tonalidad si mayor y cuenta con un compás de tiempo común y con un tempo de 108 pulsaciones por minuto. El registro vocal de Spears se extiende desde la nota do sostenido3 hasta la nota do sostenido5. Según los críticos, «Stronger» representó la «declaración de independencia» de la intérprete, la que se percibe en líneas de autoempoderamiento como «I'm not your property» y «I don't need nobody» —«No soy de tu propiedad» y «No necesito a nadie»—. Aunque Spears no compuso el tema, se especuló que estuvo dirigido a sus asesores y a Jive Records. Según David Browne de Entertainment Weekly, «Stronger» y «Don't Go Knockin' on My Door» son reminiscencias de «The Last Time» de The Rolling Stones (1965).

## Recepción crítica
Tras la publicación de Oops!... I Did It Again, «Stronger» recibió comentarios positivos de los críticos de música. Stephanie McGrath de Jam! la consideró la mejor pista bailable del álbum, señalando que cada «trocito» es tan bueno como «Bye Bye Bye» de 'N Sync o «The One» de los Backstreet Boys. En su reseña al álbum, E. Tracy Hopkins de Barnes & Noble sostuvo que Spears brilla en el «irónico» sencillo «Oops!... I Did It Again», la «triunfante» «Stronger» y el «despertar» «Don't Go Knockin' on My Door». Por otro lado, David Veitch del Calgary Sun anticipó que «Stronger» sería «otra movida pista bomba y fantástica». Además, señaló que la canción es «notable por su sintetizador de sirena, su fabuloso ritmo y los elevados efectos que aplica a la voz de Britney». Asimismo, se preguntó: «¿Por qué [Spears] está jadeando el final del puente [del tema]? Nadie lo sabe». Una reseña de los especialistas de NME la comparó a las canciones de ABBA, al señalar: «Ahí está el loco synth pop de helio de "Stronger" con el enorme cambio de acordes de ABBA en el estribillo, el que suena más aterrador y más robótico que los Backstreet Boys». Por otro lado, Andy Battaglia de Salon sostuvo que el tema podría aplastar a toda la industria de autoayuda solo con su melodía. A su vez, Alim Kheraj de Digital Spy lo enlistó como el cuarto mejor sencillo de la cantante y la audiencia lo catalogó como el décimo mejor tema de Spears, según un sondeo realizado en julio de 2011 por Rolling Stone, la que escribió: «Britney ha estado luchando por controlar las influencias desde su segundo álbum, Oops!... I Did It Again. "Stronger", el tercer sencillo del conjunto, es un himno dance pop de autoempoderamiento que es obviamente autobiográfico y muy fácil de relacionar con cualquier vehemente que se define como un adulto joven».

## Video musical

### Rodaje
Spears rodó el video musical de «Stronger» en Los Ángeles, bajo la dirección del estadounidense Joseph Kahn, con quien trabajó por primera vez. Respecto al concepto, el director reveló que fue idea de la cantante, al señalar que ella le indicó: «Me gustaría bailar en una silla, conducir un coche y romper con mi novio. [...] Esos son los tres elementos [que quiero]». Kahn reveló que al conocer la idea de la silla, recordó inmediatamente al video de «The Pleasure Principle» de Janet Jackson (1987). El director también consideró que el clip fue muy sofisticado para el año de su estreno y señaló: «Definitivamente fue una desviación del tipo de videos color caramelo que [Spears] estaba haciendo antes, por lo que siempre pensé que era la transición entre Britney, la estrella del pop adolescente, y Britney, el tipo de diva en el que se convirtió». Durante el rodaje, la artista no tuvo miedo en mostrarse más sexy, lo que provocó nerviosismo en sus asesores. Al respecto, Kahn señaló que hubo un momento en el que Larry Rudolph, asesor de la cantante, le señaló que no abriera las piernas mientras se le realizaba un seguimiento videográfico, a lo que ella desobedeció y contestó que definitivamente lo haría. En 2004, Jive Records incluyó un metraje alternativo del video en el primer álbum recopilatorio en DVD de la cantante, Greatest Hits: My Prerogative.

### Sinopsis

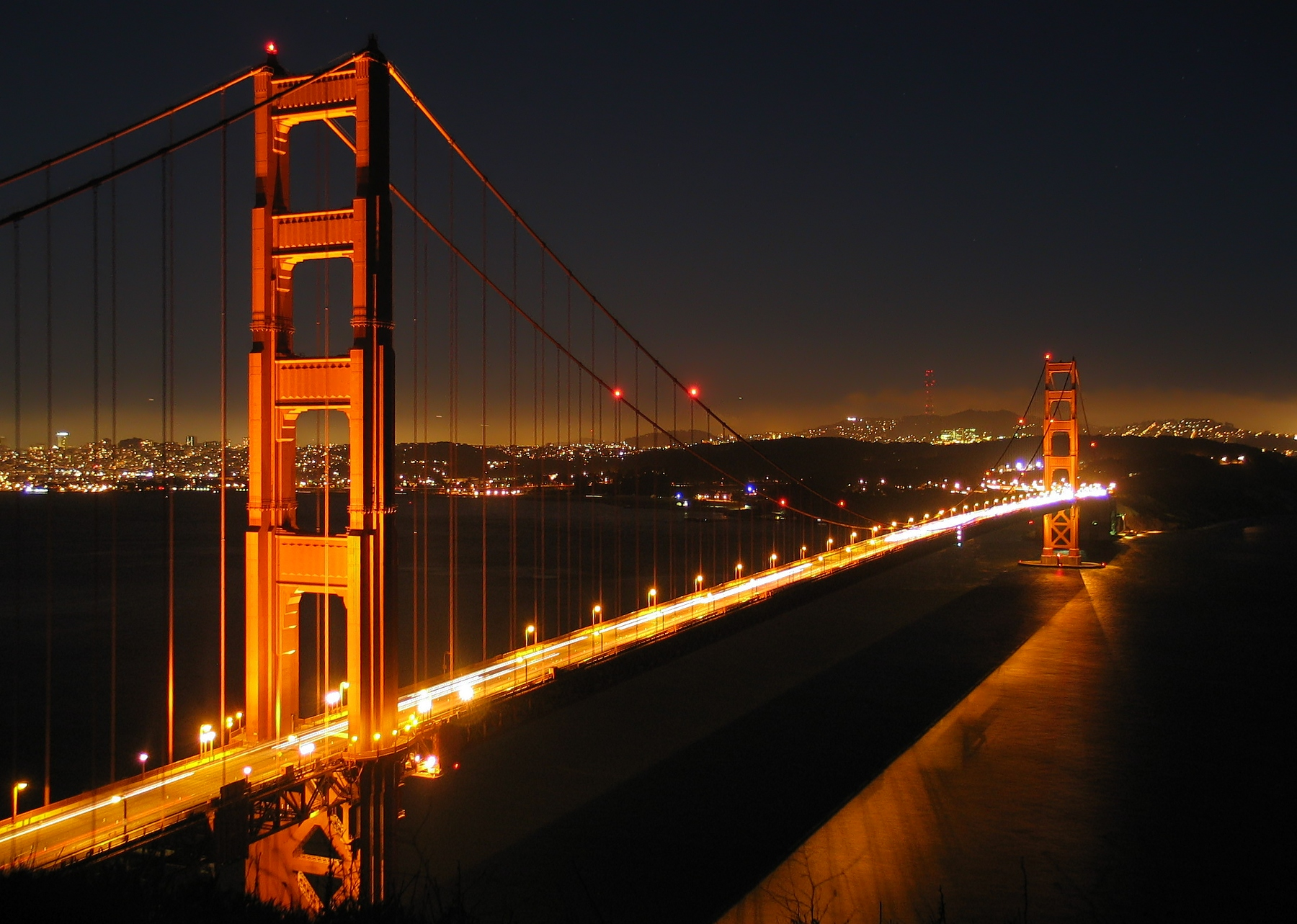
El video musical de «Stronger» finaliza con escenas de Spears caminando con determinación bajo la lluvia, por un puente similar al Puente Golden Gate.

El video comienza con un subtítulo que dice «Britney Spears - Stronger», en medio del sonido de una tormenta eléctrica. A continuación, se muestra un primer plano de la artista buscando a su novio en una fiesta, a quien encuentra coqueteando con otra mujer. Así decide terminar con él y se marcha, diciéndole: «Whatever» —«Como sea»—. En seguida se muestra la torre en la que estaban, en medio de un mundo semifuturista. Al comienzo del primer estribillo, Spears se pone a bailar una silla Emeco 1006 delante de un fondo negro. En la segunda mitad del video, conduce un Ford Mustang clásico, mientras se aleja de la fiesta y mientras tiene lugar una fuerte tormenta eléctrica. No obstante, al poco tiempo su coche pega un giro por efecto de un rayo y se detiene justo al borde de un puente. Recuperándose de la conmoción, la artista se ve obligada a continuar caminando bajo la lluvia. Entonces se interponen escenas suyas realizando la rutina de baile con la silla, la que termina por transformarse en un bastón. Así el video finaliza con ella atravesando el puente con determinación.

### Estreno y recepción
Jive Records estrenó el video el 2 de noviembre de 2000. En respuesta, Jocelyn Vena de MTV lo catalogó como «un mundo semifuturista en el que Spears entra a una discoteca, rompe con su novio infiel y camina triunfante bajo la lluvia, sabiendo que su vida es mejor sin él». Por otro lado, Nuzhat Naoreen, también de MTV, señaló: «Pocos artistas pueden hacer una rutina completa con una silla tan bien como lo hizo Britney en "Stronger"». La buena recepción le llevó a ser nominado en la categoría mejor video pop de los MTV Video Music Awards 2001. No obstante, el premio se lo llevó «Pop» de 'N Sync. Posteriormente, el 25 de octubre de 2009, el sello lo publicó en la cuenta de Vevo de la cantante, donde en enero de 2014, alcanzó los treinta y siete millones de reproducciones, tras ser visitado principalmente por personas de Estados Unidos, Chile y Canadá. Además, la audiencia lo consideró como el octavo mejor video de Spears, según un sondeo realizado en enero de 2011 por Billboard. En 2013, John Boone de E! Francia además lo catalogó como el noveno mejor video de la cantante.

## Presentaciones y versiones

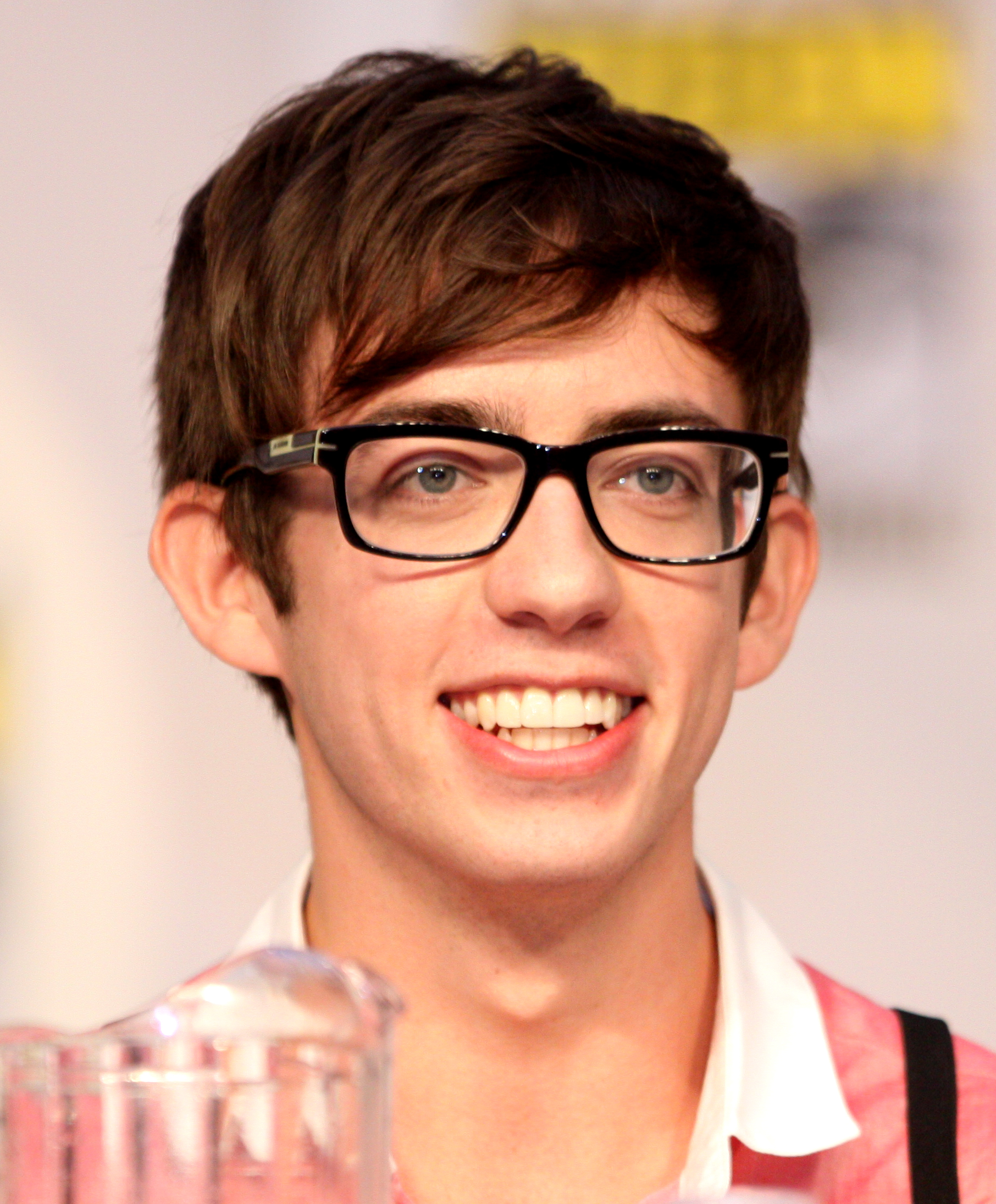
Kevin McHale versionó «Stronger» para el episodio «Britney/Brittany» de Glee.

La primera presentación que Spears hizo de «Stronger» aconteció en la gira Oops!... I Did It Again World Tour (2000-2001), donde era el segundo tema del repertorio. El espectáculo comenzaba con el video introductorio «The Britney Spears Experience», al que sucedía una orbe metálica gigante que aterrizaba en el escenario y que se volvía a elevar, revelando a Spears. Vestida con un pantalón plateado, una camiseta naranja sin mangas y una prenda plateada de una sola manga, la artista realizaba los números bailables de «(You Drive Me) Crazy» y «Stronger». Luego lo presentó en la gira Dream Within a Dream Tour (2001-2002), donde vestía un pantalón y una camiseta negra, un abrigo negro con diseños rosados y, en algunos espectáculos, un sombrero de hongo del mismo estampado del abrigo. También lo interpretó en varias apariciones televisivas, incluyendo en los American Music Awards 2001 y en el especial «Total Britney Live» de MTV. Fox incluyó una presentación exclusiva en el especial «Britney in Hawaii», el que emitió el 8 de junio de 2000. Asimismo, durante los Radio Music Awards 2000 se transmitió una presentación en Alemania, dado que la artista no pudo presentarse en los premios, por encontrarse de gira. La cantante también incluyó un popurrí de «Stronger» y «(You Drive Me) Crazy» en el repertorio de su residencia en Las Vegas, Britney: Piece of Me (2013-2017), donde volvió a presentar la canción después de más de once años, y la que continuó como gira internacional en 2018.
En 2010, Kevin McHale versionó «Stronger» para el episodio «Britney/Brittany» de la serie de televisión Glee, episodio que se dedicó a la cantante y que contó con un cameo suyo. En él, el personaje de McHale, Artie, tiene una alucinación de sí mismo cantando el tema, tras una visita al dentista. La versión contó con una recepción positiva por parte de la crítica. Raymund Flandez de The Wall Street Journal disfrutó de ella y apreció el giro que se dio al tener hombres interpretando un tema de empoderamiento femenino. A su vez, Tim Stack de Entertainment Weekly lo catalogó como su número favorito del episodio y como la mejor incorporación de la música de Spears, pues sintió que aportó a la historia de Artie.

## Rendimiento comercial
En Estados Unidos «Stronger» alcanzó la undécima posición de la principal lista del país, la Billboard Hot 100, según la edición semanal del 27 de enero de 2001 de la revista Billboard. Ello aconteció cuatro semanas después de que alcanzó el decimoséptimo puesto del conteo radial Pop Songs. Gracias a sus elevadas ventas materiales, el 6 de febrero de 2001, la RIAA lo certificó disco de oro, tras comercializar 500 000 unidades. Según Nielsen SoundScan, hasta junio de 2012, el tema vendió 415 000 copias materiales y 270 000 descargas en el país, donde se convirtió en el tercer sencillo de Spears más vendido en formato material, después de «...Baby One More Time» (1998) y «From the Bottom of My Broken Heart» (1999). En 2011, la revista lo seleccionó como uno de los temas clásicos que perduran en la memoria colectiva, pese a no haber sido top 10 en la Billboard Hot 100, lista donde es el decimoséptimo sencillo más exitoso de Spears y el segundo más exitoso de Oops!... I Did It Again, después de su sencillo homónimo.

En 2011, Billboard describió a «Stronger» como uno de los mejores temas de Spears de empoderamiento femenino y lo enlistó como el segundo sencillo más exitoso de Oops!... I Did It Again, después de su sencillo homónimo.

En Europa «Stronger» también registró varios logros comerciales. Figuró entre los diez primeros éxitos semanales en mercados como Austria, Finlandia, Irlanda, el Reino Unido, Suecia y Suiza; y entre los veinte primeros en otros como Bélgica (Flandes y Valonia), Dinamarca, Italia, Noruega y los Países Bajos. Sus elevadas ventas le llevaron a recibir reconocimientos de organizaciones asociadas a la Federación Internacional de la Industria Fonográfica (IFPI), incluyendo certificaciones de plata de SNEP, por ventas de 125 000 copias en Francia, y de oro de la BVMI, por ventas de 250 000 copias en Alemania. Según la edición semanal del 16 de diciembre de 2000 de The Official UK Charts Company, «Stronger» debutó y alcanzó la séptima posición de la UK Singles Chart, la principal lista del Reino Unido, donde vendió 185 000 copias hasta 2010. Además, el 18 de agosto de 2023, consiguió la certificación de disco de oro de la BPI, luego de vender 400 000 copias en el estado británico. Con todo lo anterior, alcanzó la posición número tres de la lista continental European Top 100 Singles, durante las dos primeras semanas de enero de 2001, en las cuales solo figuró detrás de «Stan» de Eminem con Dido e «Independent Women» de Destiny's Child, respectivamente. De esta forma se convirtió en el séptimo tema consecutivo de Spears que figuró entre los diez primeros lugares de la lista. Hasta entonces, ello correspondía a la totalidad de sus sencillos lanzados en el continente.
En Oceanía el sencillo figuró entre los veinte primeros éxitos semanales en Australia y Nueva Zelanda. En el primer país, la ARIA lo certificó disco de oro, tras vender 35 000 copias, y lo seleccionó como el octogésimo quinto tema más exitoso de 2000 en el país. Posteriormente, «Stronger» alcanzó la decimotercera posición de la principal lista de ARIA Charts, según la edición del 21 de enero de 2001.
Tras el lanzamiento de su descarga, la versión de McHale ingresó a la quincuagésima tercera posición de la Billboard Hot 100 de Estados Unidos, donde solo permaneció por la edición del 16 de octubre de 2010.

## Formatos
| Doce pulgadas |                                              |          |  |
| N.º           | Título                                       | Duración |  |
| 1.            | «Stronger» (Pablo La Rosa's Tranceformation) | 7:21     |  |
| 2.            | «Stronger» (Pimp Juice's Extra Strength Dub) | 7:05     |  |
| 3.            | «Stronger» (Miguel 'Migs' Vocal Mix)         | 6:31     |  |
| 4.            | «Stronger» (Miguel 'Migs' Dub)               | 6:54     |  |

| The Remixes - EP |                                                                       |          |  |
| N.º              | Título                                                                | Duración |  |
| 1.               | «Stronger»                                                            | 3:23     |  |
| 2.               | «Stronger» (Mac Quayle Club Mix)                                      | 7:50     |  |
| 3.               | «Stronger» (Pablo La Rosa's Tranceformation)                          | 7:21     |  |
| 4.               | «Stronger» (Miguel 'Migs' Vocal Mix)                                  | 6:31     |  |
| 5.               | «Stronger» (Jack D. Elliot Club Mix)                                  | 6:38     |  |
| 6.               | «Stronger» (Pimp Juice's "Ain't No Shame In This Vocal Mix Game" Mix) | 5:50     |  |

| Sencillo en CD australiano |                                       |          |  |
| N.º                        | Título                                | Duración |  |
| 1.                         | «Stronger»                            | 3:23     |  |
| 2.                         | «Stronger» (Instrumental)             | 3:23     |  |
| 3.                         | «Walk on By»                          | 3:34     |  |
| 4.                         | «Stronger» (Miguel 'Migs' Vocal Edit) | 3:41     |  |

| Sencillo en CD estadounidense |                                                   |          |  |
| N.º                           | Título                                            | Duración |  |
| 1.                            | «Stronger»                                        | 3:23     |  |
| 2.                            | «Stronger» (Pablo La Rosa's Tranceformation Edit) | 3:28     |  |

| Descarga/Sencillo en CD de The Singles Collection (2009) |              |          |  |
| N.º                                                      | Título       | Duración |  |
| 1.                                                       | «Stronger»   | 3:23     |  |
| 2.                                                       | «Walk on By» | 3:35     |  |

## Posicionamiento en listas

### Listas semanales
| País              | Lista             | Primera semana          | Posición debut | Mejor posición | Semanas en la mejor posición | Semanas en la lista | Última semana           | Ref.   |
| ----------------- | ----------------- | ----------------------- | -------------- | -------------- | ---------------------------- | ------------------- | ----------------------- | ------ |
| América del Norte |                   |                         |                |                |                              |                     |                         |        |
| Estados Unidos    | Billboard Hot 100 | 2 de diciembre de 2000  | 70             | 11             | 1                            | 15                  | 10 de marzo de 2001     | [ 54 ] |
| Estados Unidos    | Radio Songs       | 2 de diciembre de 2000  | 73             | 53             | 1                            | 7                   | 23 de enero de 2001     | [ 54 ] |
| Estados Unidos    | Pop Songs         | 2 de diciembre de 2000  | 40             | 17             | 1                            | 12                  | 17 de febrero de 2001   | [ 54 ] |
| Estados Unidos    | Singles Sales     | 30 de diciembre de 2000 | 14             | 1              | 1                            | 35                  | 9 de febrero de 2002    | [ 55 ] |
| Europa            |                   |                         |                |                |                              |                     |                         |        |
| Alemania          | Top 100 canciones | 25 de noviembre de 2000 | 15             | 4              | 1                            | 14                  | 3 de marzo de 2001      | [ 56 ] |
| Austria           | Top 75 canciones  | 26 de noviembre de 2000 | 13             | 4              | 1                            | 17                  | 25 de marzo de 2001     | [ 57 ] |
| Bélgica (Flandes) | Top 50 canciones  | 25 de noviembre de 2000 | 50             | 15             | 1                            | 12                  | 10 de febrero de 2001   | [ 58 ] |
| Bélgica (Valonia) | Top 50 canciones  | 25 de noviembre de 2000 | 38             | 14             | 1                            | 12                  | 10 de febrero de 2001   | [ 59 ] |
| Dinamarca         | Top 40 canciones  | 5 de enero de 2001      | 12             | 12             | 1                            | 2                   | 12 de enero de 2001     | [ 60 ] |
| España            | Top 20 canciones  | 9 de diciembre de 2000  | 15             | 15             | 1                            | 2                   | 30 de diciembre de 2000 | [ 61 ] |
| Finlandia         | Top 20 canciones  | 22 de noviembre de 2000 | 13             | 8              | 1                            | 8                   | 20 de enero de 2001     | [ 62 ] |
| Francia           | Top 100 canciones | 25 de noviembre de 2000 | 26             | 20             | 1                            | 18                  | 24 de marzo de 2001     | [ 63 ] |
| Irlanda           | Top 50 canciones  | 7 de diciembre de 2000  | 7              | 6              | 1                            | 11                  | 15 de febrero de 2001   | [ 64 ] |
| Italia            | Top 20 canciones  | 23 de noviembre de 2000 | 20             | 16             | 1                            | 4                   | 25 de enero de 2001     | [ 65 ] |
| Noruega           | Top 20 canciones  | 25 de noviembre de 2000 | 17             | 11             | 1                            | 6                   | 3 de febrero de 2001    | [ 66 ] |
| Países Bajos      | Top 100 canciones | 25 de noviembre de 2000 | 33             | 12             | 2                            | 10                  | 3 de febrero de 2001    | [ 67 ] |
| Reino Unido       | Top 75 canciones  | 16 de diciembre de 2000 | 7              | 7              | 1                            | 10                  | 17 de febrero de 2001   | [ 68 ] |
| Suecia            | Top 60 canciones  | 23 de noviembre de 2000 | 4              | 4              | 3                            | 15                  | 1 de marzo de 2001      | [ 69 ] |
| Suiza             | Top 100 canciones | 26 de noviembre de 2000 | 8              | 6              | 3                            | 21                  | 29 de abril de 2001     | [ 70 ] |
| Europa            | Top 10 canciones  | 1 de enero de 2001      | 3              | 3              | 2                            | 3                   | 15 de enero de 2001     | [ 43 ] |
| Australasia       |                   |                         |                |                |                              |                     |                         |        |
| Australia         | Top 50 canciones  | 3 de diciembre de 2000  | 29             | 13             | 1                            | 14                  | 4 de marzo de 2001      | [ 4 ]  |
| Nueva Zelanda     | Top 50 canciones  | 17 de diciembre de 2000 | 42             | 15             | 1                            | 12                  | 18 de marzo de 2001     | [ 71 ] |

| Predecesor: «He Loves U Not» de Dream | Singles Sales — Sencillo número uno 27 de enero de 2001 — 2 de febrero de 2001 | Sucesor: «Don't Tell Me» de Madonna |

### Listas de fin de año
| País        | Lista             | Año  | Posición | Ref.   |
| ----------- | ----------------- | ---- | -------- | ------ |
| Europa      |                   |      |          |        |
| Alemania    | Top 200 canciones | 2000 | 61       | [ 72 ] |
| Alemania    | Top 200 canciones | 2001 | 102      | [ 73 ] |
| Austria     | Top 75 canciones  | 2001 | 41       | [ 74 ] |
| Suecia      | Top 100 canciones | 2000 | 46       | [ 75 ] |
| Suiza       | Top 100 canciones | 2000 | 90       | [ 76 ] |
| Australasia |                   |      |          |        |
| Australia   | Top 100 canciones | 2000 | 85       | [ 45 ] |

## Certificaciones
| País              | Proveedor      | Año  | Certificación    | Ventas certificadas | Ref.   |
| ----------------- | -------------- | ---- | ---------------- | ------------------- | ------ |
| América del Norte |                |      |                  |                     |        |
| Estados Unidos    | RIAA           | 2023 | Disco de platino | 1 000               | [ 35 ] |
| Europa            |                |      |                  |                     |        |
| Alemania          | BVMI           | 2000 | Disco de oro     | 250 000             | [ 40 ] |
| Dinamarca         | IFPI Dinamarca | 2001 | Disco de oro     | 7500                | [ 77 ] |
| Francia           | SNEP           | 2001 | Disco de plata   | 125 000             | [ 39 ] |
| Reino Unido       | BPI            | 2023 | Disco de oro     | 400 000             | [ 42 ] |
| Suecia            | IFPI Suecia    | 2000 | Disco de oro     | 20 000              | [ 78 ] |
| Australasia       |                |      |                  |                     |        |
| Australia         | ARIA           | 2000 | Disco de oro     | 35 000              | [ 44 ] |

## Créditos
- Britney Spears — voz, coro
- Max Martin — producción, composición, mezcla, teclado, programación, coro
- Rami Yacoub — producción, composición, teclado
- Nana Hedin — coro
- John Amatiello — ingeniería de Pro Tools
- Tom Coyne — masterización

Fuente: